# Annette Keck
Annette Keck (* 23. April 1963 in München) ist eine deutsche Germanistin und Professorin für Neuere deutsche Literatur, Kulturtheorie und Gender Studies an der Ludwig-Maximilians-Universität München (LMU).

## Leben
Nach ihrem Abitur studierte Keck bis 1991 Germanistik und Amerikanistik an der LMU und promovierte 1995 als Stipendiatin des Graduiertenkollegs „Geschlechterdifferenz & Literatur“ der LMU über Alfred Döblins frühe Prosa.
Anschließend war sie von 1996 bis 1997 Postdoktorandin am Graduiertenkolleg „Theorie der Literatur und Kommunikation“ der Universität Konstanz und von 1997 bis 2000 wissenschaftliche Mitarbeiterin an der Universität Köln. Von 2000 bis 2003 war sie Lise-Meitner-Habilitationsstipendiatin des Landes Nordrhein-Westfalen und habilitierte sich im Dezember 2003. Seit dem Sommersemester 2004 vertrat sie eine Professur an der LMU, zum Sommersemester 2006 wurde sie auf eine Professur an der LMU berufen.
Kecks Forschungsschwerpunkte liegen in der literarischen Anthropologie, den Gender und Cultural Studies sowie der Literatur der Aufklärung, des Realismus und der Moderne.

## Werke (Auswahl)
- zus. mit Dietmar Schmidt (Hrsg.): Auto(r)erotik. Gegenstandslose Liebe als literarisches Projekt. Berlin 1994.
- zus. mit Ralph J. Poole: Serial Killers. Das Buch der blutigen Taten. Leipzig 1997.
- Avantgarde der Lust. Autorschaft und sexuelle Relation in Alfred Döblins früher Prosa. München 1998.
- zus. mit Inka Kording und Anja Prochaska (Hrsg.): Verschlungene Grenzen. Anthropophagie in Literatur und Kulturwissenschaften. Tübingen 1998.
- zus. mit Nicolas Pethes (Hrsg.): Mediale Anatomien. Menschenbilder als Medienprojektionen. Bielefeld 2001.
- Buchstäbliche Anatomien. Vom Lesen und Schreiben des Menschen – Literaturgeschichten der Moderne. Würzburg 2007.
- zus. mit Manuela Günter (Hrsg.): Kulturwissenschaftliche Perspektiven der Gender Studies. Berlin 2021.